# Берлингтон (Пенсилванија)
Берлингтон (енгл. Burlington) град је у америчкој савезној држави Пенсилванија.

## Демографија
По попису из 2010. године број становника је 156, што је 26 (-14,3%) становника мање него 2000. године.
| Група             | 2000.       | 2010.       |
| Белци             | 179 (98,4%) | 151 (96,8%) |
| Афроамериканци    | 0 (0,0%)    | 0 (0,0%)    |
| Азијати           | 1 (0,5%)    | 0 (0,0%)    |
| Хиспаноамериканци | 0 (0,0%)    | 2 (1,3%)    |
| Укупно            | 182         | 156         |